# Hetaeriomorphus perplexus
Hetaeriomorphus perplexus är en skalbaggsart som beskrevs av Schmidt 1893. Hetaeriomorphus perplexus ingår i släktet Hetaeriomorphus och familjen stumpbaggar. Inga underarter finns listade i Catalogue of Life.